# 元田中駅
元田中駅（もとたなかえき）は、京都府京都市左京区にある叡山電鉄叡山本線の駅。駅番号はE02。

## 歴史
- 1925年（大正14年）9月27日：京都電燈が経営する叡山電鉄平坦線の駅として開業[2]。現在より100メートルほど出町柳寄りにあった[3]。
- 1942年（昭和17年）3月2日：会社譲渡により京福電気鉄道叡山本線の駅となる[2]。
- 1943年（昭和18年）7月10日：京都市電東山線が延伸開業し、叡電前停留場設置[4]。（なお、市バスの叡電前は出町柳駅前にあった）特認により東大路通とは交差点となる。
- 1949年（昭和24年）
  - 12月11日：京都市電東山線から山端駅（現宝ケ池駅）までの乗り入れ運転開始。この乗り入れは、京都競輪場（宝ヶ池競輪場、現宝が池公園こどもの楽園）への観客輸送のためのもので、競輪開催日にのみ実施された。
    - 乗入運行は京都市電の1000系が使用され、低床車であったため市電側の停留場（双方向とも交差点南側に設置）を使用した。乗り入れ廃止後に市電南行の停留場は交差点北側に移設され、4方向とも交差点手前で乗降を行うように改められている。

  - 12月17日：現在地に移転[3]。
- 1955年（昭和30年）9月1日：この日限りで京都市電からの乗り入れ運転を終了[2]。乗り入れ廃止後も、連絡する渡り線は長い間残されていた。
- 1978年（昭和53年）10月1日：京都市電が廃止[2]。東大路通交差点を踏切に変更。この後の市電軌道撤去工事にて、残っていた渡り線の一部を完全撤去（双方のポイント部分等は比較的早期に撤去されたが、中間部分の一部や道路の舗装に隠れた部分はこのときまで存在していた）。
- 1986年（昭和61年）4月1日：会社譲渡により叡山電鉄の駅となる[2]。

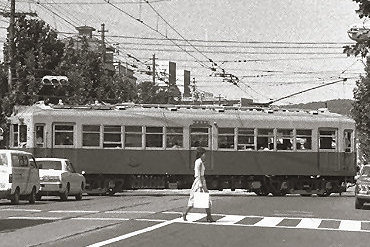
京都市電平面交差時代の東大路通（1975年頃、画面左が出町柳方面）
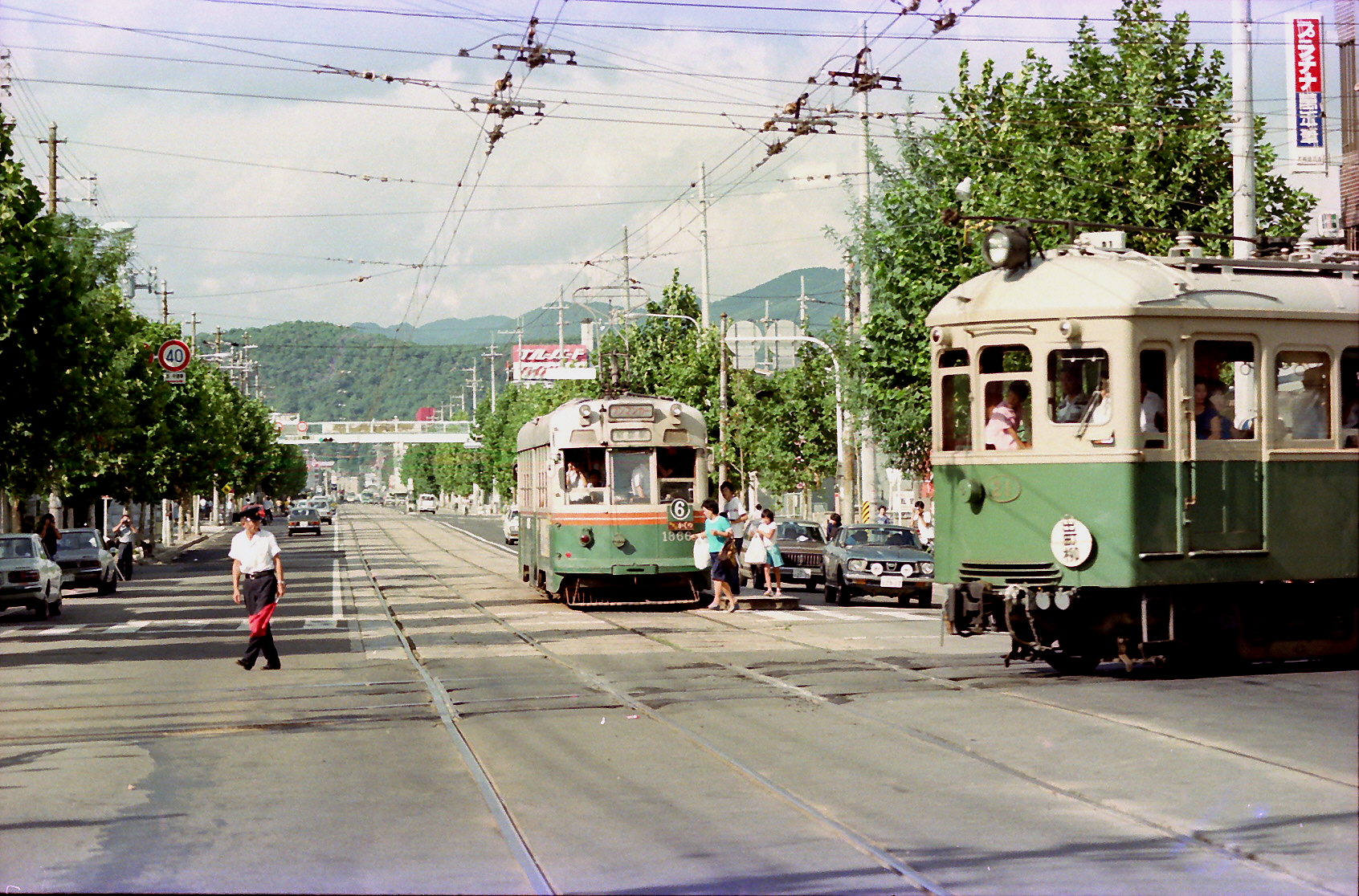
京都市電6系統との交差（1978年9月）

## 駅構造
千鳥式ホーム2面2線を持つ無人駅。出町柳行きホームにのみ券売機が設置されており、8時から20時30分の間稼動する。両ホームとも約1両分の長さの上屋が設置されている。
かつて京都市電と平面交差していた名残から上下ホームは東大路通を挟んで両側に分かれている（下りホームは西側、上りホームは東側）。1949年から1955年までは京都市電が宝ケ池駅まで乗り入れていたため、渡り線が設置されていた。この詳細については歴史の項目を参照。
上下共にバリアフリーには対応していない。ホームまで階段のみのため、車椅子等での利用には介助者が必要となる。

### のりば
| 番線 | 路線                  | 方向 | 行先                              |
| ---- | --------------------- | ---- | --------------------------------- |
| 西側 | ■叡山本線 ■鞍馬線直通 | 下り | 八瀬比叡山口方面 貴船口・鞍馬方面 |
| 東側 | ■叡山本線             | 上り | 出町柳方面                        |

※案内上ののりば番号は割り当てられていない。

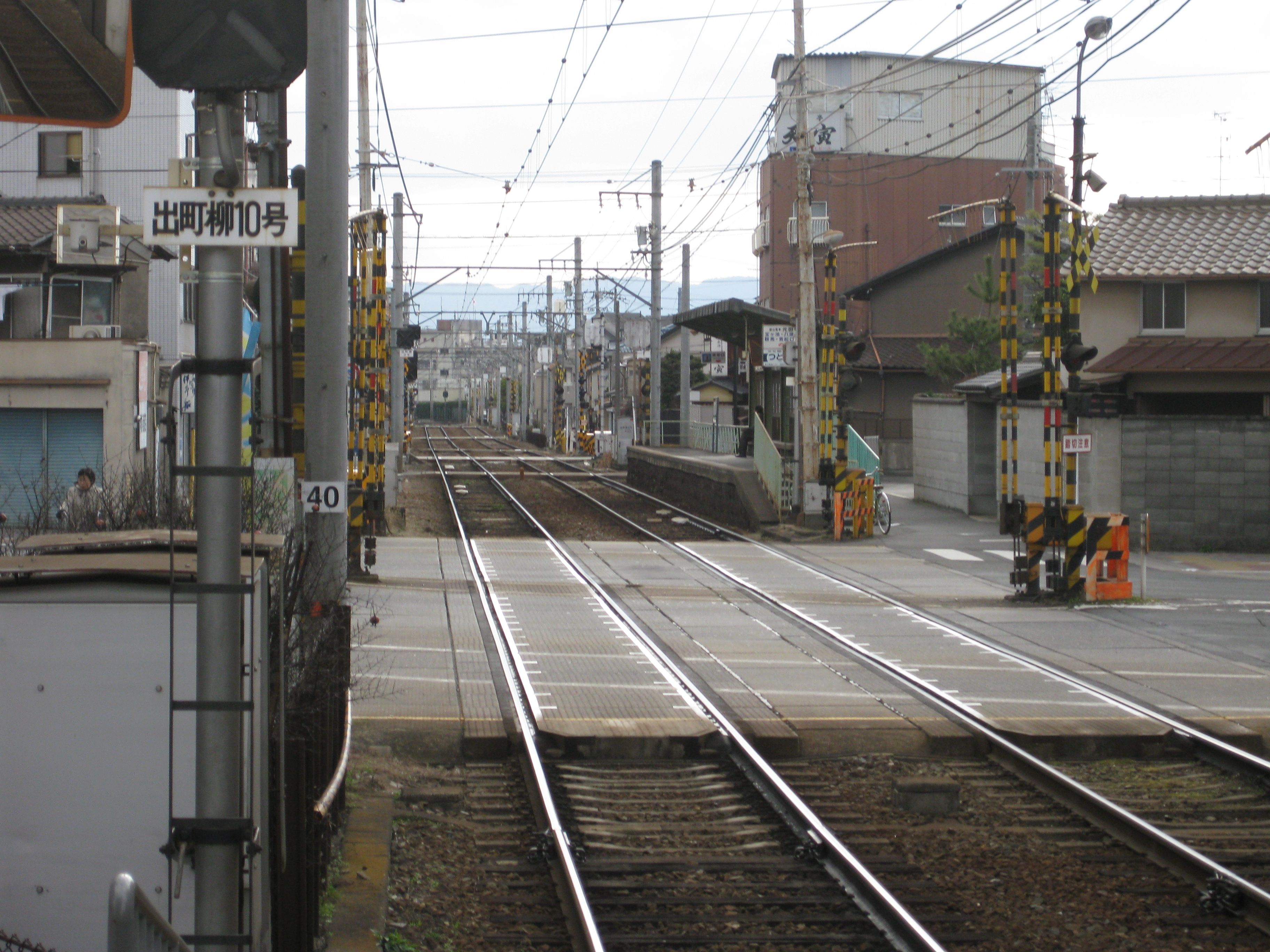
右奥が出町柳方面ホーム。横切る東大路通をかつては市電が走っていた。左後ろ後方に八瀬比叡山口・鞍馬方面ホームがある（2009年2月）
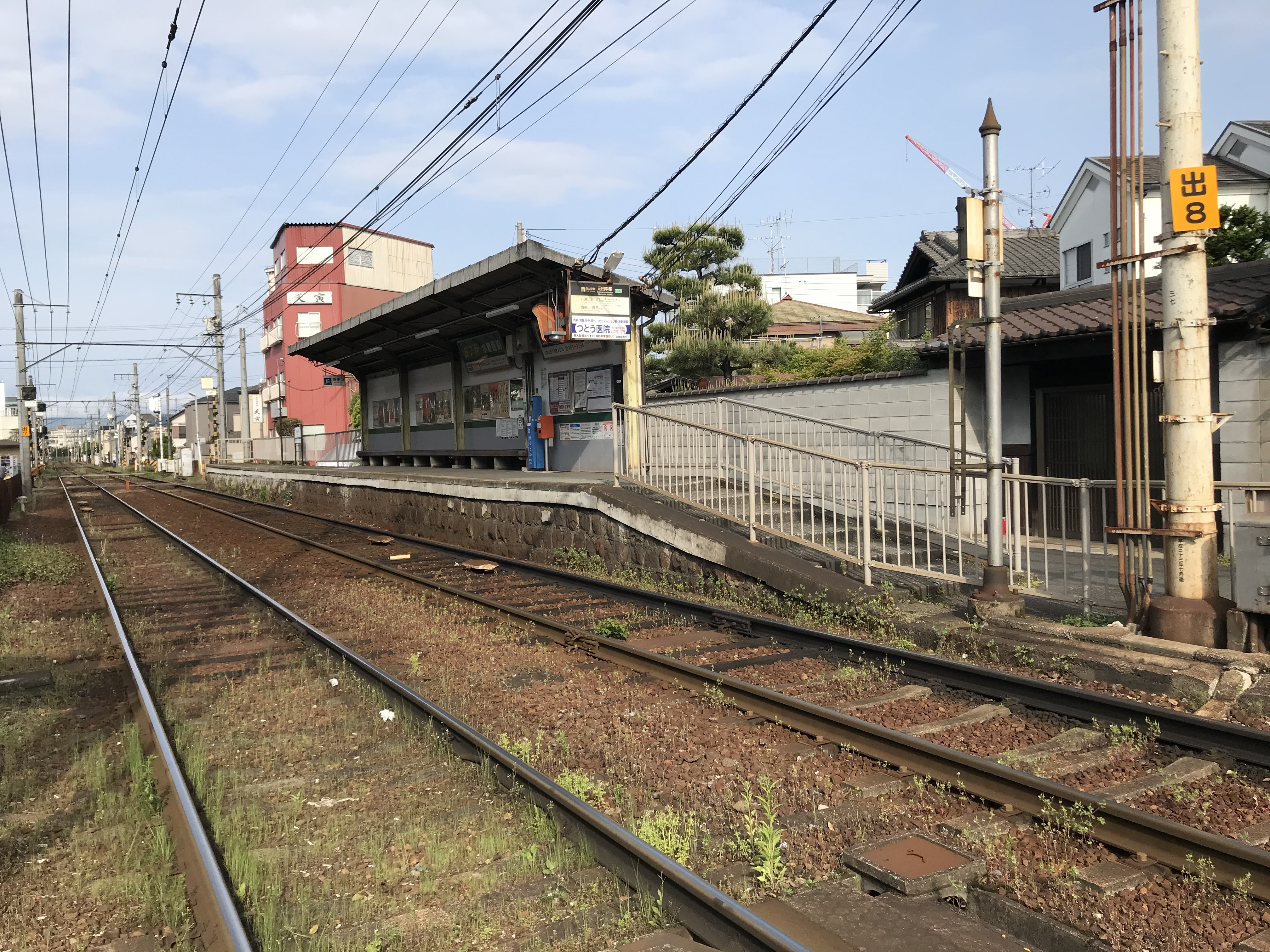
八瀬比叡山口・鞍馬方面行きホーム（2020年5月）

## 駅周辺
駅周辺の田中地区はかつて京都府愛宕郡田中村に属し、古くから「田中の里」と呼ばれてきた地域である。田中地区は元来この田中の里を中心に発展してきたもので、これが「元田中」の駅名の由来とされる。
京都大学などが近くにあり、上下ホームの間を走る東大路通沿いは学生相手の飲食店や近隣住民が買い物する店が並ぶ商店街（田中京極商店街）となっている。
- 京都市左京地域体育館
- 京都市左京図書館
- 京都情報大学院大学京都本校 百万遍キャンパス
- 田中神社
- 京都市立養正小学校
- 東雲湯（）[7] - 駅南側にある銭湯。
- 東大路通
- 御陰通

## バス路線
東大路通沿いに「叡電元田中」停留所があり、京都市営バスの下記の路線が経由する。なお、同停留所は京都バスの臨東山系統も経由する。
南行
- 31系統：祇園 四条烏丸行
- 65系統：烏丸丸太町 四条烏丸行
- 206系統：東山七条・京都駅方面

北行
- 3系統：京都外大 松尾橋行
- 31系統：高野・岩倉方面
- 65系統：松ヶ崎・修学院・岩倉行
- 206系統：高野 千本北大路方面（北大路バスターミナルで折り返す便が混在する）

## 隣の駅
叡山電鉄
■叡山本線
出町柳駅 (E01) - 元田中駅 (E02) - 茶山・京都芸術大学駅 (E03)
- 括弧内は駅番号を示す。